# Gaby Aghion
Gaby Aghion, właśc. Gabrielle Aghion (ur. w marcu 1921 w Aleksandrii, zm. 27 września 2014 w Paryżu) – francuska projektantka mody oraz założycielka domu mody Chloé.

## Życiorys
Urodziła się w rodzinie żydowskich emigrantów w Aleksandrii, jako Gabrielle Hanoka. Ojciec Gaby prowadził fabrykę papierosów. Był Grekiem hiszpańskiego pochodzenia, a matka włoską Żydówką. W 1939 roku Hanoka zamieszkała w Paryżu, towarzysząc swojemu przyszłemu mężowi – Raymondowi Aghionowi, kiedy ten studiował w stolicy Francji. Przez wybuch II wojny światowej para powróciła jednak do Egiptu. Ślub Hanoki z Aghionem odbył się w 1940 roku. Po zakończeniu wojny, w 1945 roku, Gabrielle i Raymond przeprowadzili się do Paryża na stałe.
W 1952 roku Gaby Aghion wraz ze swoim partnerem biznesowym – Jacquesem Lenoirem – założyła markę modową dla kobiet Chloé. Założeniem Aghion było stworzenie ubrań dla nowoczesnych kobiet. Ubrania miały łączyć w sobie ubrania na co dzień (tzw. ready-to-wear) z luksusem (prêt-à-porter).
W grudniu 2013 roku Gaby Aghion otrzymała order Legii Honorowej w randze Kawalera z rąk ówczesnej minister kultury Aurélie Filippetti.
Gaby Aghion zmarła w swoim domu w Paryżu 27 września 2014 roku.